# Saul (król Izraela)
Saul (hebr. שָׁאוּל Šāʾūl, gr. Σαούλ) – postać biblijna, syn Kisza z plemienia Beniamina (ok. XI wieku p.n.e.), według Biblii pierwszy król Izraela. Swoje panowanie rozpoczął być może w 1042 p.n.e. Zginął w 1010 p.n.e. w walce z Filistynami na wzgórzach Gilboa. Poprzednik Dawida. Powołany przez proroka Samuela na wodza; dokonał zjednoczenia plemion izraelskich. Twórca scentralizowanej monarchii, co oznaczało przejście Izraelitów z rozproszonego społeczeństwa plemiennego, rządzonego przez różnych sędziów, do zorganizowanego państwa.

## Chronologia życia i panowania

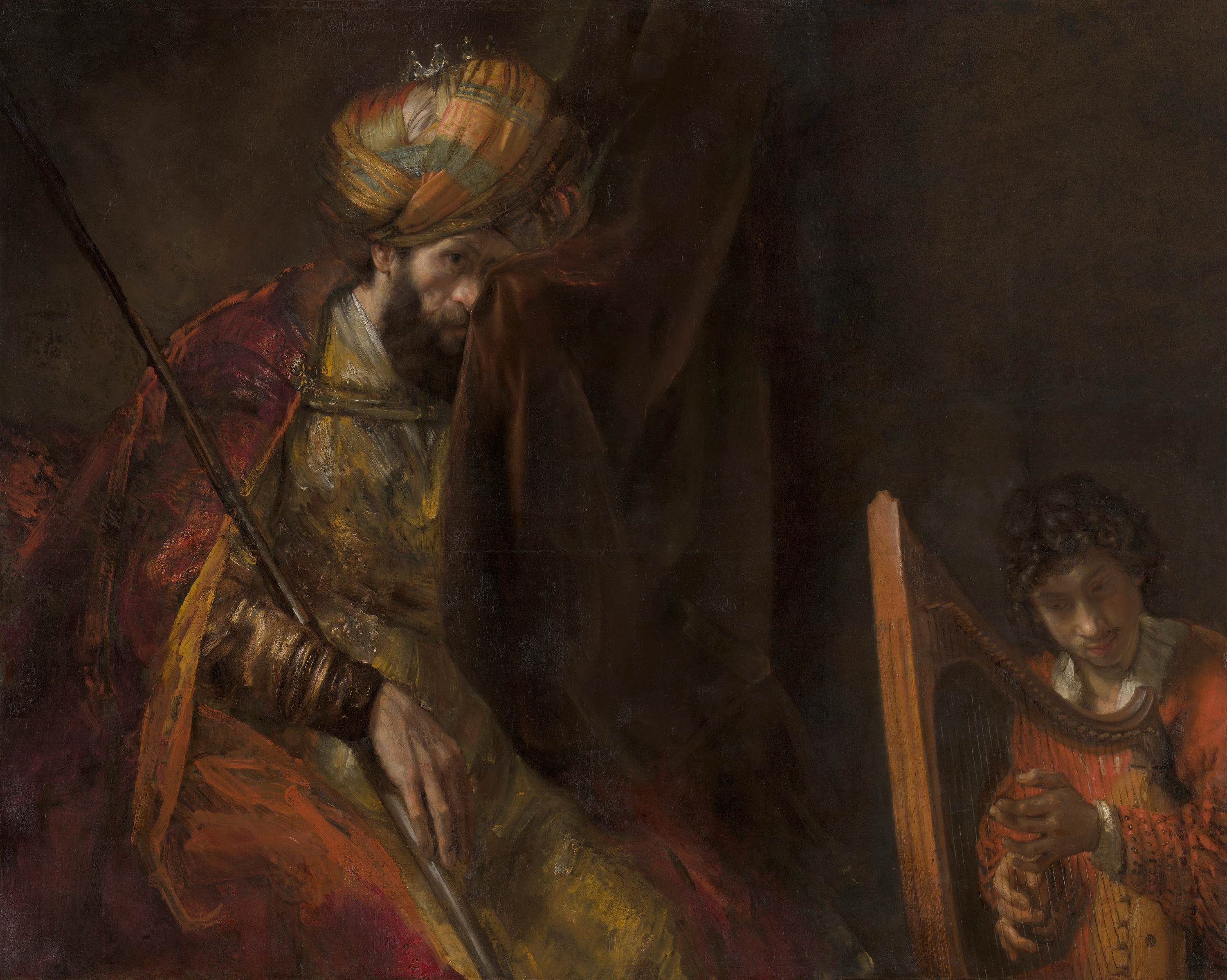
Saul i Dawid – obraz autorstwa Rembrandta

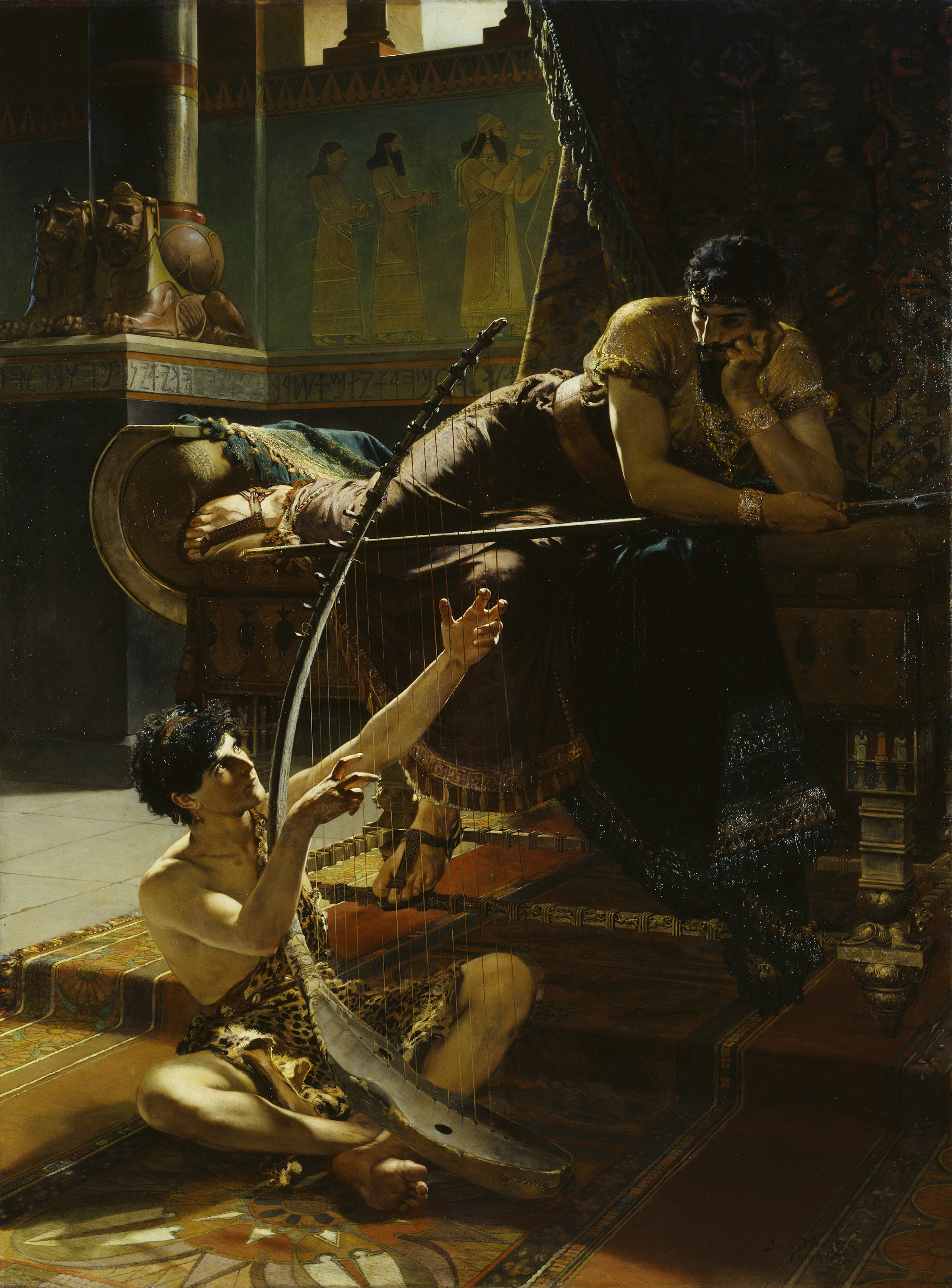
Dawid i Saul (1885) – Julius Kronberg.

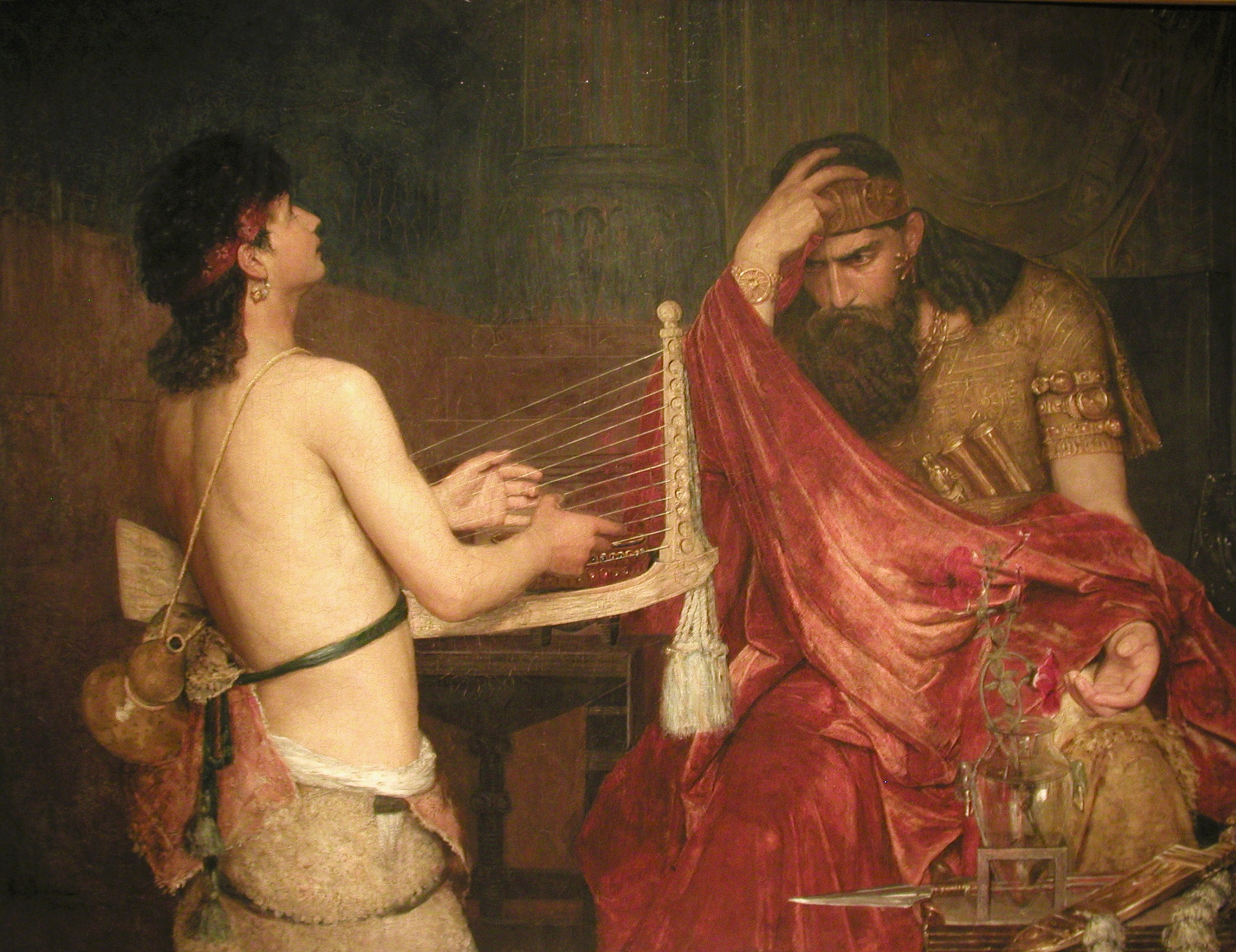
Dawid i Saul – autor: Ernst Josephson

Rok urodzenia Saula oraz rok jego wstąpienia na tron nie są pewne. 1 Sm 13,1 stwierdza: „Saul miał... lat, gdy został królem, a dwa lata panował nad Izraelem” (BT). Od dawna krytycy biblijni uważają, iż ten werset jest skażony przez starożytnych kopistów. Nie dość, że brakuje informacji o wieku Saula w chwili intronizacji, to jeszcze liczba dwa lata, jako określenie długości panowania, jest z całą pewnością wybrakowana. Nigdzie też Biblia nie podaje wieku Saula w momencie śmierci. Gdyby taka informacja była zawarta w tekście biblijnym, to wtedy znając rok śmierci tego króla, to znaczy 1010 p.n.e., można by było ustalić rok jego urodzenia.
Brak bezpośrednich wskazówek w Starym Testamencie rekompensują Dz 13,21: „Później poprosili o króla, i dał im Bóg na lat czterdzieści Saula, syna Kisza z pokolenia Beniamina” (BT). Informacja ta padła z ust apostoła Pawła, w którego czasach najwidoczniej fragment 1 Sm 13,1 był jeszcze zachowany w wersji pierwotnej. Przypuszcza się jednak, iż Paweł zaokrąglił liczbę lat panowania Saula i że w rzeczywistości wspomniany fragment 1 Sm zawierał liczbę 32. Na tej podstawie część badaczy przyjmuje, że pierwszym rokiem panowania Saula był rok 1042 p.n.e. Jednak inni twierdzą, że Saul panował krócej i wyznaczają początek jego panowania na rok 1032 p.n.e., 1022 p.n.e. lub 1012 p.n.e.
Jeśli chodzi o rok urodzenia, to wielu biblistów uważa, że Saul miał w momencie intronizacji ok. 30 lat. Gdyby przyjąć to założenie, to prawdopodobną datą jego urodzenia byłby rok ok. 1072 p.n.e.

## Daty panowania
Najczęściej jako daty panowania Saula podaje się – w zależności od przyjętej długości rządów – lata:
- 1042–1012 p.n.e.[1]
- 1040–1010 p.n.e.[2]
- 1030–1010 p.n.e.[3]
- 1020–1010 p.n.e.[4]
- 1020–1000 p.n.e.[5]
- 1012–1004 p.n.e.[6]

## Relacja biblijna

### Pochodzenie i namaszczenie na króla
Saul pochodził z plemienia Beniamina. Był synem Kisza, wojownika z Gibea. Według relacji Pierwszej Księgi Samuela zdarzyło się, że Kiszowi zaginęły oślice. Poszukujący ich Saul przez góry Efraima, ziemię Szalisza, krainę Szaalim, Jemini i ziemię Suf dotarł do Ramatain (Rama), gdzie mieszkał sędzia Samuel. Ten ugościł Saula, a następnego dnia namaścił go na króla. Przepowiedział mu również szereg znaków, mających potwierdzić jego słowa (oślice zostają znalezione, przy dębie Tabor trzej mężczyźni dzielą się z Saulem chlebem, w Gibea wstępuje w niego „duch Pański”).
Saul powrócił do Gibea, zachowując jednak w tajemnicy sam fakt namaszczenia go na króla.

### Uznanie przez zgromadzenie w Mispa
Samuel zwołał lud izraelski do Mispa. Izraelici domagali się ustanowienia króla. Na ich żądania wpłynął także fakt, że synowie Samuela pełniący funkcje sędziowskie – Joel i Abiasz – zasłynęli jedynie z łapownictwa i wypaczania prawa.
Samuel zarządził, że król zostanie wskazany poprzez losowanie. W ten sposób Jahwe miał wskazać tego, który miał objąć panowanie nad Izraelem. Los padł na pokolenie Beniamina, następnie na ród Matriego, a spośród członków tego rodu – na Saula. Po wyborze Samuel ogłosił prawa władzy królewskiej i zapisał je w księdze. Wybór Saula nie spotkał się z powszechną aprobatą. Nowy król powrócił do Gibea.
Przypuszcza się, że wybór króla z małego plemienia Beniamina był pojednawczym gestem wobec rywalizujących ze sobą plemion Judy na południu i Efraima na północy.

### Wojna ammonicka
Miesiąc po zgromadzeniu w Mispa Ammonici pod wodzą Nachasza rozpoczęli oblężenie miasta Jabesz w Gileadzie. Obrońcy wezwali na pomoc Saula, przebywającego w Gibea. Król Izraela skoncentrował wojska w Bezek (obecnie Khirbet Ibziq), a następnie zaskoczył Ammonitów oblegających Jabesz.
Zwycięstwo to podniosło autorytet Saula. Następnie Izraelici – za wezwaniem Samuela – udali się do Gilgal. Wszyscy wyruszyli do Gilgal i obwołali tam królem Saula, przed obliczem Jahwe w Gilgal. Tam też przed Jahwe złożyli ofiary pojednania. Saul, popierany dotychczas jedynie przez część Izraelitów, został powszechnie uznany za króla. Przy okazji Samuel, ostatni sędzia Izraela, złożył swój urząd.

### Pierwsza wojna filistyńska
Największym wyzwaniem dla Saula było wyzwolenie szeregu miast izraelskich znajdujących się w rękach Filistynów. Akcję rozpoczął Jonatan, syn Saula, który zaatakował załogę filistyńską stacjonującą w Geba (obecnie Jeba). W odpowiedzi Filistyni założyli obóz w Mikmas i zaczęli przygotowywać się do najazdu. Saul przeniósł się z Gilgad do Gibea, a następnie uderzył na Mikmas. Bitwa przeniosła się do Bet-Awen i zakończyła się zwycięstwem Izraelitów. Saul nie zdecydował się jednak na dalszy pościg za Filistynami.

### Wojna amalekicka
Samuel, powołując się na Jahwe, nakazał Saulowi uderzyć na Amalekitów, wszystkie rzeczy na nich zdobyte obłożyć klątwą oraz wymordować zarówno ludzi, jak i bydło. Saul najpierw namówił plemię Kenitów, aby odstąpiło od Amalekitów, a następnie pokonał tych ostatnich. Oszczędził jednak ich króla Agaga. Nie wymordował także bydła, chcąc je złożyć w ofierze Jahwe.
Z tego powodu doszło do konfliktu między Samuelem a Saulem. Ten pierwszy uważał, że posłuszeństwo jest lepsze od ofiary. Zapowiedział Saulowi, że nie będzie już królem Izraela. Później udali się razem do Gilgal. Tam Saul złożył pokłon Jahwe. Następnie udał się Samuel do Rama, a Saul wrócił do swej posiadłości w Gibea Saulowym. Odtąd już Samuel nie zobaczył Saula aż do chwili śmierci.

### Druga wojna filistyńska
W czasie kolejnego konfliktu Izraelitów z Filistynami pierwsi założyli obóz w Dolinie Terebintu, a drudzy między Soko i Azeka. Do starcia doszło w Efes-Dammim (Pas-Dammim). Poprzedził ją pojedynek filistyńskiego wojownika Goliata z Gat z Dawidem, młodym pasterzem z Betlejem. Po tym jak Dawid odrąbał głowę Goliatowi, wojsko izraelskie zaatakowało Filistynów i ścigało ich aż do Gat.

### Konflikt z Dawidem

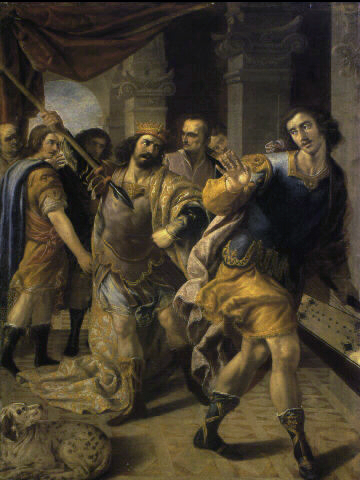
Saul grozi Dawidowi, autor: José Leonardo.

Pokonanie Goliata zapewniło Dawidowi wielką popularność. Saul mianował go wodzem nad tysiącem żołnierzy, lecz jego dalsze sukcesy pogłębiały niechęć Saula. Wprawdzie wydał za niego swoją młodszą córkę Mikal, ale później usiłował zabić zięcia. Dawid ukrywał się kolejno w Rama u proroka Samuela, w Nob u kapłana Achimeleka, u Akisza króla Gat, w lesie Cheret, w Keila (obecnie Khirbet Qild), Zif, Maon, Ein-Gedi, Hazezon-Tamar i filistyńskim Siklag.
Represje spotkały ukrywających Dawida. Saul wezwał przed siebie Achimeleka wraz z kapłanami. Kazał ich zamordować. Następnie napadł na miasto kapłańskie Nob; z rzezi uszedł jedynie Abiatar, syn Achimeleka. Szykował się też do wyprawy przeciwko Keili; zrezygnował z niej na wieść, że Dawid opuścił miasto.

### Trzecia wojna filistyńska

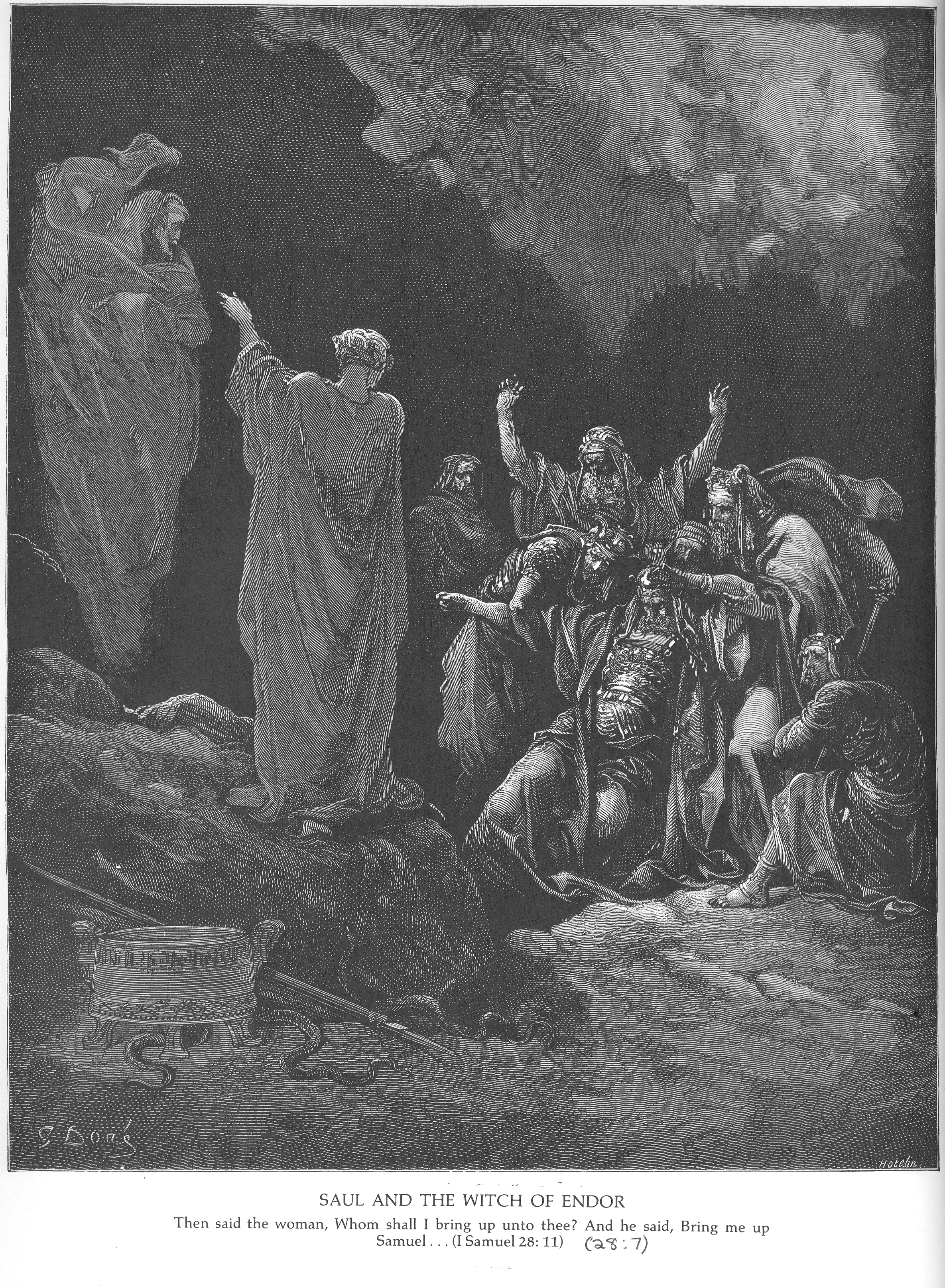
Saul i wróżka z Endor – Gustave Doré.

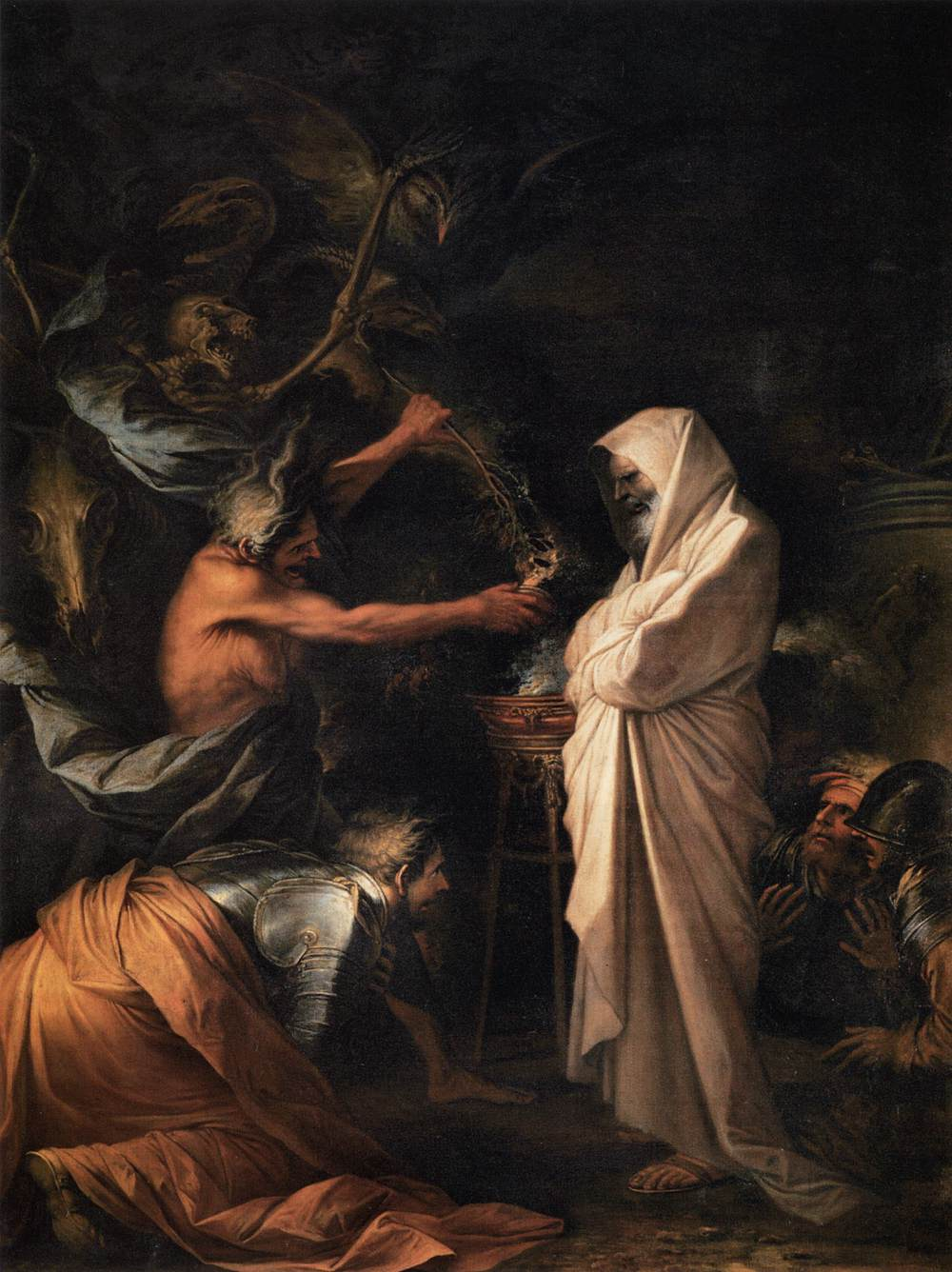
Duch Samuela ukazuje się Saulowi, obraz autorstwa Salvatora Rosy, 1668

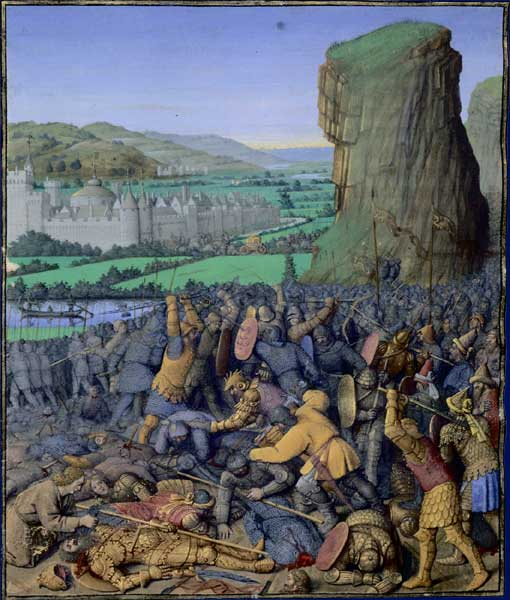
Bitwa pod Gilboa – autor Jean Fouquet

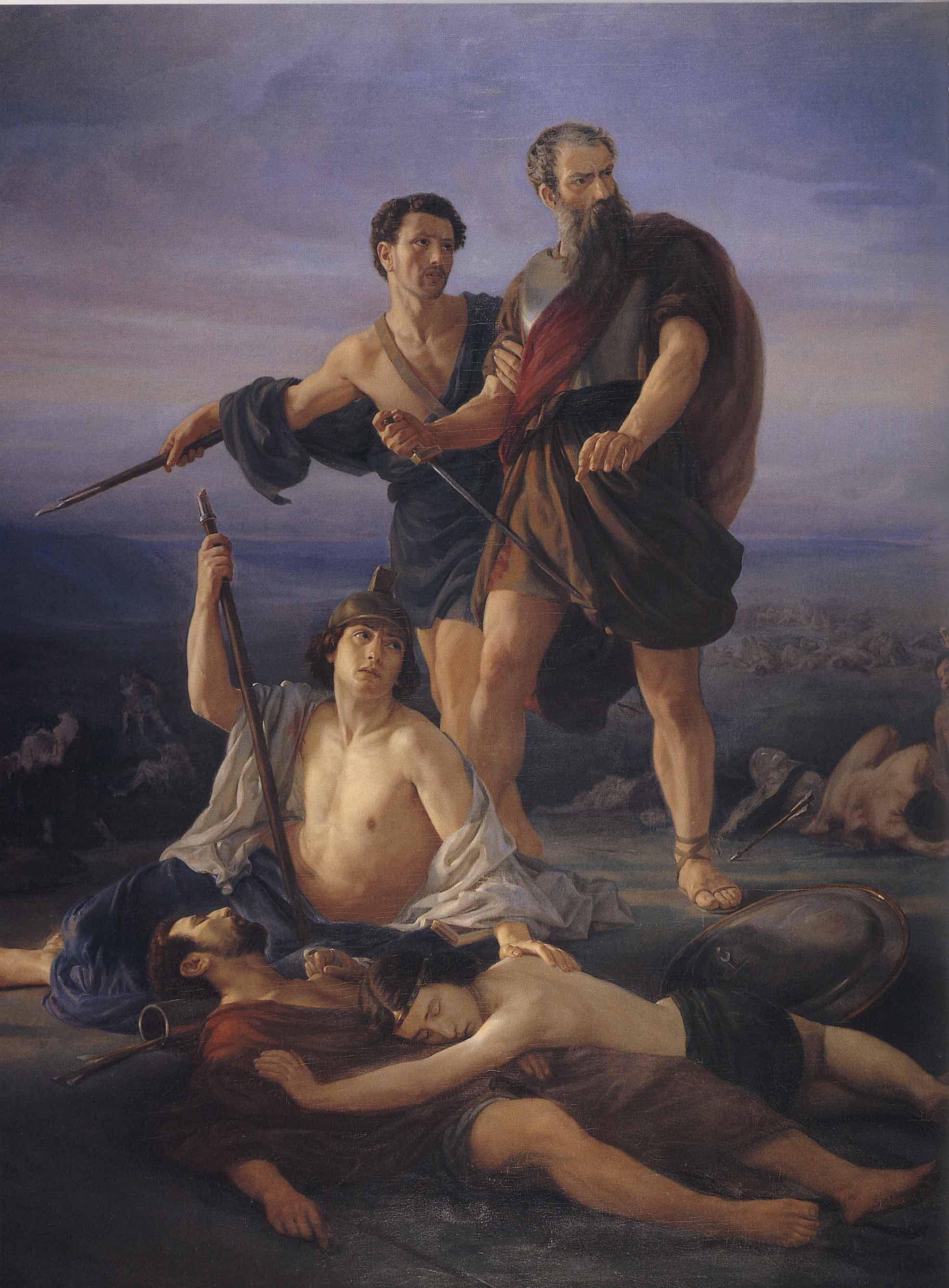
„Śmierć Króla Saula” (Elie Marcuse, 1848)

Kolejny konflikt zbrojny rozpoczęli Filistyni, wkraczając na ziemie izraelskie i rozbijając obóz w Szunem. Saul zebrał swoje wojska w Gilboa. W przeddzień decydującego starcia miał odwiedzić w Endor kobietę wywołującą duchy. Ta wywołała ducha Samuela, który przepowiedział Saulowi, że następnego dnia zginie w starciu z Filistynami.
W bitwie na wzgórzu Gilboa Filistyni rozbili Izraelitów. Polegli trzej synowie Saula. Nie chcąc zostać zabitym przez Filistynów, poprosił giermka, aby go przebił mieczem. Gdy ten odmówił, Saul dobył miecza i sam rzucił się na niego.
Następnego dnia Filistyni odnaleźli ciało Saula. Odcięli mu głowę. Zdarli zbroję, którą złożyli w świątyni Asztarty. Ciało powiesili na murze Scytopolis, obecnie Bet-Szean.

## Egzegeza relacji biblijnej
Wśród biblistów występują różne spojrzenia na biblijną relację o Saulu. Według jednego poglądu, obecnego zwłaszcza w egzegezie anglosaskiej, relacja jest jednolita literacko i ocenia władcę zdecydowanie negatywnie. V. Phillips Long uważa, że od samego początku Saul przejawia słabość i niezdecydowanie, którymi później odznaczają się jego rządy. Jeszcze przed decydującym zajściem podczas wojny z Amalekitami Saul popada w izolację, skłócony z ludem, Jonatanem, Samuelem i samym Jahwe.
Według drugiego poglądu w relacji biblijnej dostrzec można starszą tradycję, przychylniejszą Saulowi, której nie przysłoniła całkowicie późniejsza redakcja. Z traktowaniem władcy z sympatią można się spotkać w rozdziałach 1 Sm 9; 11; 13; 14 oraz niektórych dalszych tekstach, także pod koniec rządów (1 Sm 28,20-25). Georg Hentschel sugeruje, że taka pozytywna ocena mogła zachować się w Królestwie Północnym.

## Żona i potomstwo
Żoną Saula była Achinoam, córka Achimaasa, z którą miał trzech synów (Jonatana, Abinadaba i Malkiszuę) i dwie córki. Znana jest też Rispa córka Ajji, nałożnica Saula, z którą miał 2 synów (Armoniego i Meribbaala).
Synowie:
- Jonatan, zginął wraz z ojcem na wzgórzu Gilboa.
- Abinadab, zginął wraz z ojcem na wzgórzu Gilboa[a].
- Malkiszua, zginął wraz z ojcem na wzgórzu Gilboa.
- Iszbaal, król Izraela po śmierci ojca.
- Armoni, powieszony[b] przez Gibeonitów za panowania Dawida.
- Meribbaal, powieszony przez Gibeonitów za panowania Dawida.

Córki:
- Merab, żona Adriela syna Barzillaja z Mecholi – jej pięciu synów zostało powieszonych przez Gibeonitów za panowania Dawida.
- Mikal, żona Dawida, a później Paltiego syna Lajisza – zmarła bezdzietnie.

## W kulturze
Pierwszy król Izraela był inspiracją różnych dzieł malarskich i rzeźb. Dzieje Saula stały się tematem wielu utworów literackich. Wśród nich znajdują się:
- dramat Mystére du Vieil Testament (1458),
- dramat Samuel und Saul Wolfganga Schmeltzla (1551),
- dramat Tragedi König Sauls mit Verfolgung Davids Hansa Sachsa (1557),
- Saül le furieux Jeana de La Taille’a (1572),
- dramat Gebroeders Joosta van den Vondela (1640),
- dramat Saul Newburgha Hamiltona (1738),
- dramat Saül Voltaire’a (1763),
- tragedia Saul Vittorio Alfieriego (1783),
- dramat liryczny Saül Alphonse’a de Lamrtine’a (1822),
- dramat Saül Alexandre’a Soumeta (1822),
- dramat Saul André’a Gide’a (1898).

W muzyce tematem Saula zajmował się choćby Georg Friedrich Händel (oratorium Saul).